# Ульева, Елена Александровна
Ульева Елена Александровна (род. 2 декабря 1973 года, г. Пенза) — российская писательница детской обучающей и художественной литературы. По данным Российской книжной палаты, заняла второе место среди детских авторов (после Корнея Чуковского) по суммарному тиражу книг, вышедших в 2020 году. За 2020 году было выпущено 90 наименований печатных книг Ульевой суммарным тиражом 923,95 тысяч экземпляров. Так как суммарный тираж книг Ульевой одновременно превысил показатели всех взрослых авторов (по данным Российской книжной палаты), то Ульева стала самым издаваемым современным автором художественной литературы по итогам 2020 года в России.
Создала больше 500 книг, рабочих и творческих тетрадей, пособий для занятий в детском саду и дома. Книги Елены Ульевой переведены на украинский язык (32 книги), турецкий (8 книг), китайский (9 книг), английский (5 книг), эстонский (3 книги), якутский (1 книга), вьетнамский (1 книга), корейский (1 книга), словацкий (1 книга). Награждена дипломом 1 степени в Международном конкурсе «Искусство книги» в номинации "Книги для детей и подростков (2020).

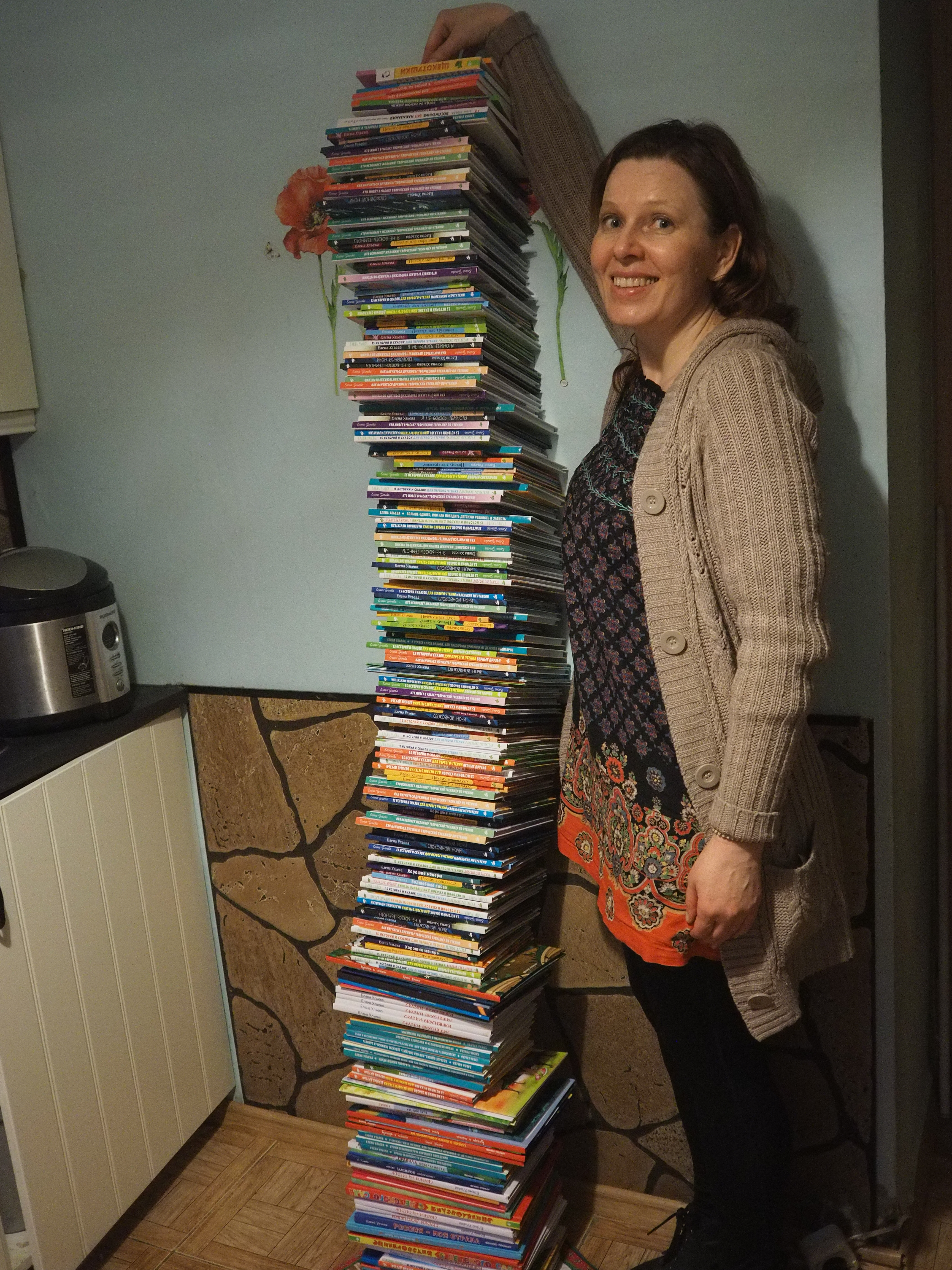
Елена Ульева и ее книги

## Биография
Родилась в Пензе. В 1981 году начала учиться в обычной городской школе № 9, параллельно занимаясь в музыкальной школе № 2, по классам домра и фортепиано (народное отделение). Закончила восемь классов с отличием и поступила в Пензенское Педагогическое училище, которое закончила в 1993 году, совмещая учёбу с работой почтальоном.
После получения средне-специального образования начала карьеру учителя начальных классов в школе № 56 г. Пензы. В 1994 году поступила в Пензенский Педагогический Университет им. Белинского, на факультет «Учитель начальных классов» (заочное обучение). Несмотря на переезд в Москву, в 1995 году, окончила ВУЗ и получила диплом в 1998 году.
Первые 10 лет в столице работала частным учителем. В этот период (2003—2004) успела окончить языковые курсы РУДН, по специализации «английский язык». В 2005 году начала работать сценаристом на канале «Столица», в передаче «Кабачок Дежа Вю». После пяти лет на ТВ, вернулась к работе с детьми. 7 лет проработала педагогом и методистом в развивающих детских центрах «Умнички».

В занятиях с детьми использовала сказки, стихи и разные задания собственного сочинения. Они находили положительный отклик у детей и приносили результат.
Если они нравятся и полезны одним детям, то могут понравиться и быть полезными другим.
Так началась её писательская карьера.

## Творчество
В 2011 году начали выходить первые книги в издательствах «Эксмо» и «Мозаика-синтез».
В 2012 году рукописи Елены Александровны понравились издательству «Феникс» и это стало началом долгого, плодотворного сотрудничества, результатом которого свет увидели почти 200 книг и развивающих тетрадок. В 2013 году вышла знаменитая «Энциклопедия для малышей в сказках», которая издается до сих пор, выдержав 15 допечаток, с общим тиражом свыше 400 000 экземпляров. Эта книга дала жизнь новой детской серии «Моя первая книжка», в которую сейчас входит около 40 книг, большую часть которых написала Елена Александровна Ульева.
В 2013 году началось сотрудничество с издательствами «Вако» и «Айрис-Пресс». Спустя 5 лет, все пособия «Вако» перешли правопреемнику издательству «Вакоша», и до сих пор выпускаются. Это две серии развивающих тетрадей «Умный мышонок» и «По дороге в школу» (около 50 наименований).
В 2015 году издательство «Грамотей» начало сотрудничество с Еленой Александровной Ульевой. Так появились «Прописи для непосед» и «Гимназия для дошколят».
В 2018 году рукописи Е. А. Ульевой заинтересовали издательство «Стрекоза». Результатом сотрудничества стали серия «Воспитание с любовью», с книгами для детей и родителей, и первая именная серия — «Дошкольная академия Елены Ульевой», для комплексного развития детей и подготовке к школе.
В начале 2019 года книги Е. А. Ульевой стали выходить в детском издательстве Clever, которые затрагивают все современные темы: финансовую грамотность, развитие эмоционального интеллекта, экологические привычки, обучение в сказках, детскую безопасность, правила поведения на улице, сонные и терапевтические сказки. Часть книг уже печатаются за границей на эстонском, английском, турецком, вьетнамском и китайском языках.
В 2019 году вошла в ТОП-10 (7 место) самых издаваемых детских авторов России, по официальным данным российской книжной палаты.
В 2020 году стала второй, сразу за признанным классиком Корнеем Чуковским (1 081 050 и 923 950 экземпляров соответственно).
В 2021 году вошла в ТОП-10 (10 место) самых издаваемых детских авторов России, по официальным данным книжной палаты.
Книга «Энциклопедия добрых дел» в 2020 году вошла в ТОП-3 самых продаваемых книг на сайте Wildberries.

## Награды и звания
- Диплом 1 степени в Международном конкурсе «Искусство книги» в номинации "Книги для детей и подростков (2020)..